# Atego
Atego è un'azienda di sviluppo software formatasi nel 2010 dalla fusione della Aonix con la inglese  Artisan Software Tools, con sede negli USA ed in Inghilterra ha filiali in Francia (Parigi, Tolosa), Germania (Wolfsburg, Norimberga, Ottobrunn) e Italia (Milano).
Specializzata nel settore Safety Critical Software (per esempio, sistemi di controllo del traffico aereo o di aeromobili, difesa, treni ad alta velocità, ecc.) uno dei suoi fondatori è Jean Ichbiah inventore del linguaggio Ada.
La Aonix produce diversi prodotti come AdaWorld, Ameos, Architecture Component Development, ObjectAda, PERC, RAVEN, SmartKernel, Software Through Pictures, and TeleUSE.